# Liste des oiseaux du Parc national du Mont-Tremblant
Cette liste comporte les espèces d'oiseaux fréquentant le parc national du Mont-Tremblant, situé dans les Laurentides, au Québec, au Canada. Les espèces menacés dans la région sont indiqués en caractères gras.

## Anatidés
- Bernache du Canada, Branta canadensis
- Canard branchu, Aix sponsa
- Canard d'Amérique, Anas americana
- Canard noir, Anas rubripes
- Canard colvert, Anas platyrhynchos
- Fuligule à collier, Aythya collaris
- Macreuse brune, Melanitta fusca
- Petit Garrot, Bucephala albeola
- Garrot, Bucephala clangula
- Harle couronné, Lophodytes cucullatus
- Grand Harle, Mergus merganser

## Phasianidés
- Gélinotte huppée, Bonasa umbellus
- Tétras du Canada, Dendragapus canadensis

## Gaviidae
- Plongeon huard, Gavia immer

## Ardéidés
- Butor d'Amérique, Botaurus lentiginosus
- Grand Héron, Ardea herodias

## Cathartidae
- Urubu à tête rouge, Cathartes aura

## Accipitridae
- Balbuzard pêcheur, Pandion haliaetus
- Bald Eagle,  Haliaeetus leucocephalus
- Busard Saint-Martin, Circus cyaneus
- Buse à épaulettes, Buteo lineatus
- Petite Buse, Buteo platypterus
- Buse à queue rousse, Buteo jamaicensis
- Golden Eagle,  Aquila chrysaetos

## Falconidés
- Crécerelle d'Amérique, Falco sparverius
- Merlin, Falco columbarius

## Charadriidae
- Killdeer, Charadrius vociferus

## Scolopacidés
- Chevalier solitaire, Tringa solitaria
- Chevalier grivelé, Actitis macularia
- Bécassine de Wilson, Gallinago delicate
- Bécasse d'Amérique, Scolopax minor

## Laridés
- Goéland à bec cerclé, Larus delawarensis
- Goéland argenté, Larus argentatus

## Columbidés
- Tourterelle triste, Zenaida macroura

## Strigidés
- Grand Duc, Bubo virginianus
- Chouette rayée, Strix varia
- Hibou des marais,  Asio flammeus
- Petite Nyctale, Aegolius acadicus

## Apodidés
- Martinet ramoneur, Chaetura pelagica

## Trochilidés
- Colibri à gorge rubis, Archilochus colubris

## Alcedinidae
- Martin-pêcheur, Megaceryle alcyon

## Picidés
- Pic à tête rouge,  Melanerpes erythrocephalus
- Pic maculé, Sphyrapicus varius
- Pic mineur, Picoides pubescens
- Pic chevelu, Picoides villosus
- Pic à dos noir, Picoides arcticus
- Flamboyant, Colaptes auratus
- Grand Pic, Dryocopus pileatus

## Tyrannidés
- Moucherolle à côtés olive, Chordeiles minor
- Pioui, Contopus virens
- Moucherolle des aulnes, Empidonax alnorum
- Tchébec, Empidonax minimus
- Phoebe Orient, Sayornis phoebe
- Tyran de l'Est, Tyrannus tyrannus

## Vireonidae
- À tête bleue, Vireo solitaire
- Est-Warbling Vireo, Vireo gilvus
- Viréo de Philadelphie, Vireo philadelphicus
- Viréo aux yeux rouges, Vireo olivaceus

## Corvidés
- Gris Jay, Perisoreus canadensis
- Blue Jay, Cyanocitta cristata
- Corneille d'Amérique, Corvus brachyrhynchos
- Corbeau, Corvus corax

## Alaudidae
- Alouette hausse-col, Eremophila alpestris

## Hirundinidae
- Hirondelle bicolore, Tachycineta bicolor
- Hirondelle, Hirundo rustica

## Paridés
- Mésange à tête noire, Poecile atricapillus
- Mésange à tête brune, Poecile hudsonicus

## Sittidae
- Sittelle à poitrine rousse, Sitta canadensis
- Sittelle à poitrine blanche, Sitta carolinensis

## Certhiidae
- Grimpereau brun, Certhia americana

## Troglodytidés
- Hiver Wern, Troglodytes troglodytes

## Régulidés
- Roitelet à couronne dorée, Regulus satrapa
- Roitelet à couronne rubis, Regulus calendula

## Turdidés
- Bleu de l'Est, Sialia sialis
- Veery, Catharus fuscescens
- La Grive de Bicknell,  Catharus bicknelli
- Grive à dos olive, Catharus ustulatus
- Grive solitaire, Catharus guttatus
- Merle d'Amérique, Turdus migratorius

## Mimidae
- Moqueur chat, Dumetella carolinensis

## Sturnidé
- Étourneau sansonnet, Sturnus vulgaris

## Motacillidae
- Pipit américain, Anthus rubescens

## Bombycillidés
- Jaseur d'Amérique, Bombycilla cedrorum

## Parulidae
- '‘‘Paruline à ailes dorées, Vermivora chrysoptera
- Paruline obscure, Vermivora peregrina
- Paruline, Vermivora ruficapilla
- Paruline à collier, americana Parula
- Paruline jaune, Dendroica pétéchies
- Paruline à flancs marron, ’Dendroica pensylvanica’
- Paruline à tête, Dendroica magnolia
- Paruline tigrée, Dendroica tigrina
- Black-paruline bleue, Dendroica caerulescens
- Paruline à gorge orangée, Dendroica fusca
- Paruline à poitrine baie, Dendroica castanea
- Paruline rayée, Dendroica striata
- Noir et blanc Paruline, Mniotilta varia
- Paruline flamboyante, Setophaga ruticilla
- Paruline couronnée, Seiurus aurocapillus
- Paruline des ruisseaux, Seiurus noveboracensis
- Paruline triste, Oporornis philadelphia
- Paruline masquée, Geothlypis trichas
- Paruline du Canada, Wilsonia canadensis

## Thraupidae
- Tangara écarlate, Piranga olivacea

## Embérizidés
- American Tree Sparrow, Spizella arborea
- Bruant, Spizella passerina
- Fox Sparrow, Passerella iliaca
- Bruant chanteur, Melospiza melodia
- Bruant de Lincoln, Melospiza lincolnii
- Bruant des marais, Melospiza Georgiana
- Bruant à gorge blanche, Zonotrichia albicollis
- Bruant à couronne blanche, Zonotrichia leucophrys
- Junco ardoisé, Junco hyemalis
- Bruant des neiges, Plectrophenax nivalis

## Cardinalidés
- Cardinal du Nord, Cardinalis cardinalis
- Cardinal à poitrine rose, Pheucticus ludovicianus
- Indigo, Passerina cyanea

## Icteridae
- Carouge à épaulettes, Agelaius phoeniceus
- Sturnelle, Sturnella magna
- Rusty Blackbird, Euphagus carolinus
- Quiscale bronzé, Quiscalus quiscula
- Vacher à tête brune, Molothrus ater

## Fringillidae
- Durbec des sapins, Pinicola enucleator
- Roselin pourpré, Carpodacus purpureus
- Blanc-croisé à ailes, Loxia leucoptera
- Sizerin flammé, Carduelis flammea
- Tarin des pins, Carduelis pinus
- Goldenfinch américain, Carduelis tristis
- Gros-bec errant, Coccothraustes vespertinus